# Scrapie

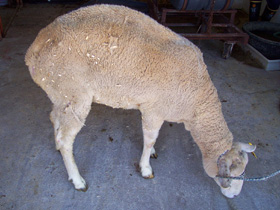
Oaie bolnavă de scrapie, cu scădere în greutate şi tulburare de postură cu imposibilitatea menţinerii poziţiei ridicate a capului

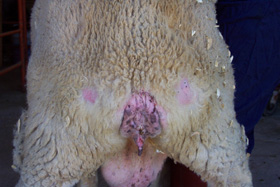
Leziuni de grataj, ca urmare a scărpinării prin frecare de obiecte, la aceeaşi oaie

Scrapia este o boală neurodegenerativă naturală, transmisibilă și fatală a ovinelor și caprinelor, produsă de un agent transmisibil nonconvențional din grupul prionilor. Boala face parte din grupul encefalopatiilor spongiforme transmisibile, alături de encefalopatia spongiformă bovină (boala vacii nebune), boala Creutzfeldt-Jakob (la om) și altele.
Denumirea de scrapie provine din limba engleză, de la verbul to scrape (a hârșâi, a freca, a juli), scărpinatul prin frecare de pietre, garduri sau copaci și leziunile produse de acesta fiind una din manifestările caracteristice bolii.

## Istoric
Scrapia este o boală cunoscută din secolul 18. A fost depistată pentru prima oară în Marea Britanie, în 1732, într-o crescătorie engleză de oi și capre. În 1936, doi veterinari francezi, Cuille și Chelle, au stabilit că această boală era cauzată de un agent non-convențional prezent în creierul și măduva spinării animalelor bolnave, pe care nu l-au putut însă identifica. Ei au demonstrat că boala era inoculabilă și transmisibilă la alte oi, în anumite condiții. De atunci boala s-a răspândit și pe alte continente. În cele peste două secole de existență nu a fost semnalat nici un caz de transmitere a bolii la om. Dar identificarea agentului infecțios (prionul) este de dată recentă (1997). Deși, până în prezent, posibilitatea transmiterii bolii la om sau la alte animale nu a fost demonstrată, ea nu poate fi exclusă cu certitudine.

## Etiologie
Este produsă de un agent nonconvențional transmisibil din categoria prionilor.

## Calea de transmitere
Infecția se transmite de la oaie la miel în timpul perioadei de gestație și în perioada de la fătare până la înțărcare. Prionii pot pătrunde și în organismul altor oi expuse la sângele și resturile placentare din spațiul de fătare, pe cale digestivă sau la nivelul leziunilor tegumentare.
Prionii absorbiți pe cale digestivă se localizează mai întâi în ganglionii limfatici, în special la nivelul plăcilor Payer din intestinul subțire.
Indiferent de calea de transmitere, prionii pătrunși în organism determină proteinele prionice normale să își modifice configurația spațială, pliindu-se în formă anormală și transformându-se la rândul lor în prioni. Aceste proteine modificate se acumulează treptat în organism, cu predilecție la nivelul celulelor nervoase, determinând moartea acestora.

## Tablou clinic
Boala debutează după o perioadă de incubație lungă, de peste un an. La oi, cel mai frecvent, boala debutează în jurul vârstei de 3½ ani. Debutul este insidios, frecvent asimptomatic. Simptomatologia din perioada de stare a bolii include sindrom neurologic, leziuni tegumentare, scădere în greutate și, în final, decesul animalului. De cele mai multe ori se manifestă o combinație a unora din semnele clinice enumerate în continuare, care nu sunt însă tipice pentru scrapie.

### Sindromul nervos
- Prurit (senzație de mâncărime)
- Modificări de comportament: iritabilitate, nervozitate sau frică, lentoare, agresivitate, depresie sau privire în gol
- Tulburări de mers și de postură: incoordonare și slăbiciune musculară, care determină poziții vicioase (poziție curbată, cu capul aplecat)

### Leziuni tegumentare
Sunt consecința pruritului (senzației de mâncărime). Mâncărimile puternice determină animalul bolnav să se scarpine, producându-și astfel leziuni caracteristice de grataj și pierderi excesive de blană. Sunt mai multe modalități în care animalul își produce leziuni prin scărpinat: prin frecare puternică a părților laterale și posterioare ale corpului de obiecte fixe, ca pietrele, gardurile sau copacii; prin scărpinare repetată a umerilor sau urechilor cu picioarele din spate; prin scărpinare cu dinții a picioarelor, labelor sau altor părți accesibile ale corpului. La capre se întâlnește mai puțin scărpinatul de obiecte fixe și mai frecvent scărpinatul viguros cu coarnele sau copitele.

### Semne tardive
- Scădere ponderală
- Moartea animalului

## Diagnostic

### Diagnosticul de suspiciune
Se stabilește pe baza datelor clinice și epidemiologice.

### Diagnostic de laborator
- Teste de screening: Prionix și Elisa.
- Teste de confirmare: test Western blot, histologic, imunohistopatologic

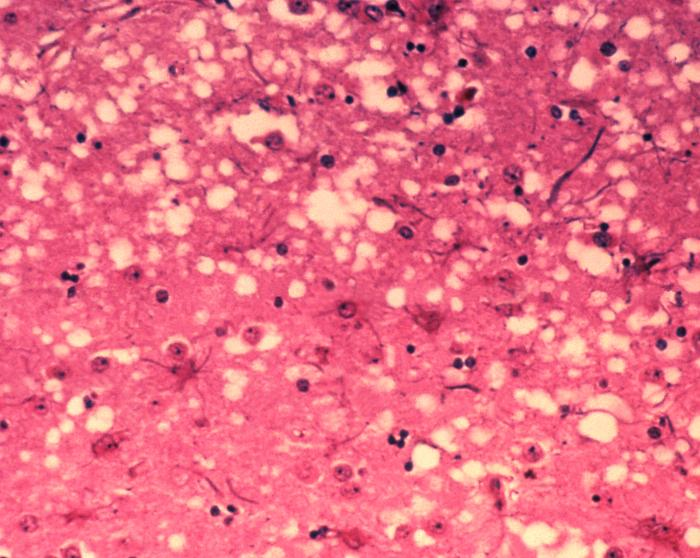
Vacuole microscopice caracteristice pe o secţiune dintr-un ţesut afectat de prioni, cu aspect spongiform

### Diagnostic diferențial
Neavând o simptomatologie specifică, scrapia trebuie diferențiată de alte boli care pot provoca la ovine și caprine unele simptome identice, cum sunt: pneumonia progresivă a ovinelor, listeriozele, rabia, paraziții externi (păduchii și căpușele), toxemia gravidică, și intoxicațiile.

## Anatomie patologică

### Aspect macroscopic
Macroscopic, tabloul anatomopatologic este nespecific.

### Aspect microscopic
Histopatologic se constată degenerescență vacuolară a neuronilor, cu vacuolizări ale pericarionilor și prelungirilor nervoase, care dau un aspect spongios al creierului. Vacuolele se găsesc în special la nivelul corpilor neuronali, în substanța cenușie.
La nivelul ganglionilor limfatici, prionii absorbiți pe cale digestivă determină un aspect histopatologic sugestiv pentru scrapie în spațiul extracelular, care poate fi pus în evidență prin colorație cu anticorpi marcați.

## Evoluție și prognostic
Nu există profilaxie specifică. Nu există nici un tratament curativ cunoscut. Boala evoluează invariabil către decesul animalului.

## Reglementări legale
Apariția acestei boli și gradul ei crescut de periculozitate pentru efectivele de animale aflate în exploatare a determinat țările Uniunii Europene să instituie reglementări legislative pentru controlul bolii și oprirea răspândirii acesteia. În România, conform ordinului M.A.A.P. nr. 144/2002, scrapia este o boală cu declarare lunară obligatorie la Direcția de Sănătate a Animalelor din cadrul Agenției Naționale Sanitare Veterinare.